# Вєлєлла
Вєлєлла (Velella velella) — колоніальний гідроїд, також відомий під назвами медуза-вітрильник, пурпурове вітрильце, малий португальський кораблик. Це океанічний пелагічний вид, основні знахідки якого відомі за викидами на узбережжя Великої Британії та Ірландії.

## Будова
Вєлєлла не є окремим організмом, а колонією гідроїдів. Всередині колонії формується пласка заповнена повітрям камера з хітину, яка вкрита мантією, і забезпечує утримання колонії на поверхні води. Поліпи в колонії мають різну форму та спеціалізацію. Є виражений центральний поліп великого розміру, що є гастрозооїдом (спеціалізується на вилові та перетравленні їжі); він оточений гастро-гоноззоїдами (поліпи, що спеціалізуються на живленні та розмноженні) та дактілозооїдами (поліпи, що спеціалізуються на захисній функції).
Загальний розмір колонії може сягати до 10 сантиметрів. Щупальця відносно короткі, звисають з повітряної камери. Характерною ознакою виду є тонка напівкругла лопать, розташована зверху по діагоналі повітряної камери. Завдяки цій лопаті тварина отримала як широковживане, так і наукову назву (від лат. velum — вітрило).

## Розповсюдження
Вєлєлли розповсюджені по всьому світі в субтропічних та тропічних широтах Світового Океану, в Європі зустрічаються в західній частині Середземного моря та на західному узбережжі.

## Спосіб життя
Серед вєлєлл існує приблизно рівна кількість «правобічних» та «лівобічних» екземплярів: вони розрізняються по тому, в який бік по діагоналі від переднього кінця у них скошене «вітрило». При цьому, якщо вітер дує постійно в одному напрямку, «правовітрильні» та «лівовітрильні» екземпляри розходяться в різні боки під кутом 45° до вітру (90° один до одного), формуючи групи тільки «право-» або «лівовітрильних» тварин.
Вєлєлла харчується дрібними пелагічними організмами (безхребетними та мальками риб), котрих виловлює щупальцями та паралізує завдяки наявним на щупальцях кнідоцитам (жалячим клітинам). Попри те, що отрута вєлєлли є дуже сильною, для людини ця істота не становить небезпеки, позаяк кнідобласти (жаляча частина кнідоцитів) не в змозі пробити шкіру людини. 
Природними ворогами вєлєлли є тварини, що харчуються макропланктоном, такі як риба-місяць або морський слизовик (Fiona pinnata).
В деякі роки (останнім часом — 1984, 1985, 1992, 2002) спостерігаються масові викиди вєлєлл на узбережжя Британських островів.

## Розмноження
Для вєлєлли характерне чергування поколінь, при якому колоніальні поліпи несуть функцію безстатевого розмноження (відбруньковування медуз від гонозооїдів), а поодинокі медузи — статевого розмноження. Медузи є роздільностатевими, але чоловічі та жіночі екземпляри практично неможливо розрізнити без мікроскопічного дослідження гонад.
Після відкріплення від гонозооїдів дрібні медузи занурюються на глибини до 1000 метрів, там стають дорослими та нерестяться. Планули, що виходять з запліднених яєць, завдяки наявності у них великої кількості жирів (часто формують окрему жирову краплину) знову піднімаються до поверхні, і там перетворюються на першого поліпа колонії, з якого, шляхом брунькування (але без відокремлення) формується доросла колонія вєлєлли.